# Rhinocypha liberata
Rhinocypha liberata – gatunek ważki z rodziny Chlorocyphidae.